# پاریس هیلتون
پاریس ویتنی هیلتون (به انگلیسی: Paris Whitney Hilton؛ زادهٔ ۱۷ فوریهٔ ۱۹۸۱) یک هنرپیشه، مدل، شخصیت رسانه ای، اجتماعی، تاجر، خواننده و بازیگر آمریکایی است. او نوه کنراد هیلتون، مؤسس هتل‌های هیلتون است. هیلتون که در شهر نیویورک متولد شد و در آنجا و در بورلی هیلز، کالیفرنیا بزرگ شد، برای اولین بار در اواخر دهه ۱۹۹۰ توجه روزنامه‌ها را به خود جلب کرد، زمانی که در صحنه‌های آخر شب نیویورک تبدیل شد. او در ۱۹ سالگی وارد مدلینگ شد و با آژانس ترامپ مدل مدیریت ترامپ قرارداد امضا کرد. پس از اینکه دیوید لاشاپل از او و خواهرش نیکی برای شماره سپتامبر ۲۰۰۰ ونیتی فیر عکس گرفت، هیلتون در سال ۲۰۰۱ به عنوان «دختر اصلی نیویورک» معرفی شد. در سال ۲۰۰۳، یک نوار جنسی فاش شده در سال ۲۰۰۱ با دوست پسرش، ریک سالومون، که بعداً با عنوان ۱ شب در پاریس منتشر شد، او را به شهرت جهانی رساند و سریال تلویزیونی واقعیت ساده زندگی، که در آن با دوست و همتای اجتماعی خود نیکول بازی کرد. ریچی، اجرای پنج ساله خود را در فاکس آغاز کرد و به ۱۳ میلیون بیننده رسید.
پاریس هیلتون از وارثان و دختر ریچارد هیلتون صاحب هتل‌های زنجیره‌ای هیلتون است. در سال ۲۰۱۳ فیلمی توسط سوفیا کاپولا دختر فرانسیس فورد کاپولا ساخته شد به نام Blling Ring که در آن ماجرای واقعی دستبرد به خانه پاریس هیلتون و چند خواننده دیگر را نشان داد. در این فیلم وسایل و علایق شخصی بعضی افراد مشهور نشان داده می‌شود.
همچنین فیلم یک شب در پاریس در سال ۲۰۰۱ میلادی با محتوای آمیزش جنسی پاریس هیلتون با دوست پسرش ریک سالومان تصویربرداری شد. این فیلم در ابتدا برای نشر عمومی ساخته نشده بود، ولی در سال ۲۰۰۴ میلادی اکران شد.
هیلتون که یک سلبریتی قطبی و اغلب مورد تمسخر قرار می‌گیرد، به‌خاطر تأثیرگذاری بر احیای پدیده مشهور در دهه ۲۰۰۰، و برای چندین سال، یکی از چهره‌های عمومی در همه جا در جهان بود. او در رکوردهای جهانی گینس در سال ۲۰۰۷ به‌عنوان بیش‌ازحد ارزش‌گذاری‌شده‌ترین سلبریتی ظاهر شد، در حالی که فوربس او را در سال‌های ۲۰۰۶ و ۲۰۰۸ به‌عنوان بیش‌ازحد در معرض دید قرار داد. منتقدان در واقع نشان می‌دهند که او نمونه‌ای از این فرد مشهور است - نامی آشنا نه از طریق استعداد یا کار، بلکه از طریق ثروت به ارث رسیده. و سبک زندگی مجلل هیلتون شهرت رسانه ای خود را به یک برند همنام تبدیل کرده‌است که شامل ۱۹ خط تولید، ۴۵ بوتیک در سراسر جهان، و یک مجتمع مسکونی شهری در مانیل، فیلیپین است. خط عطر او به تنهایی تا به امروز بیش از ۲٫۵ میلیارد دلار درآمد داشته‌است. ورایتی در سال ۲۰۱۱ او را «کارآفرین میلیارد دلاری» نامید.

## زندگی شخصی

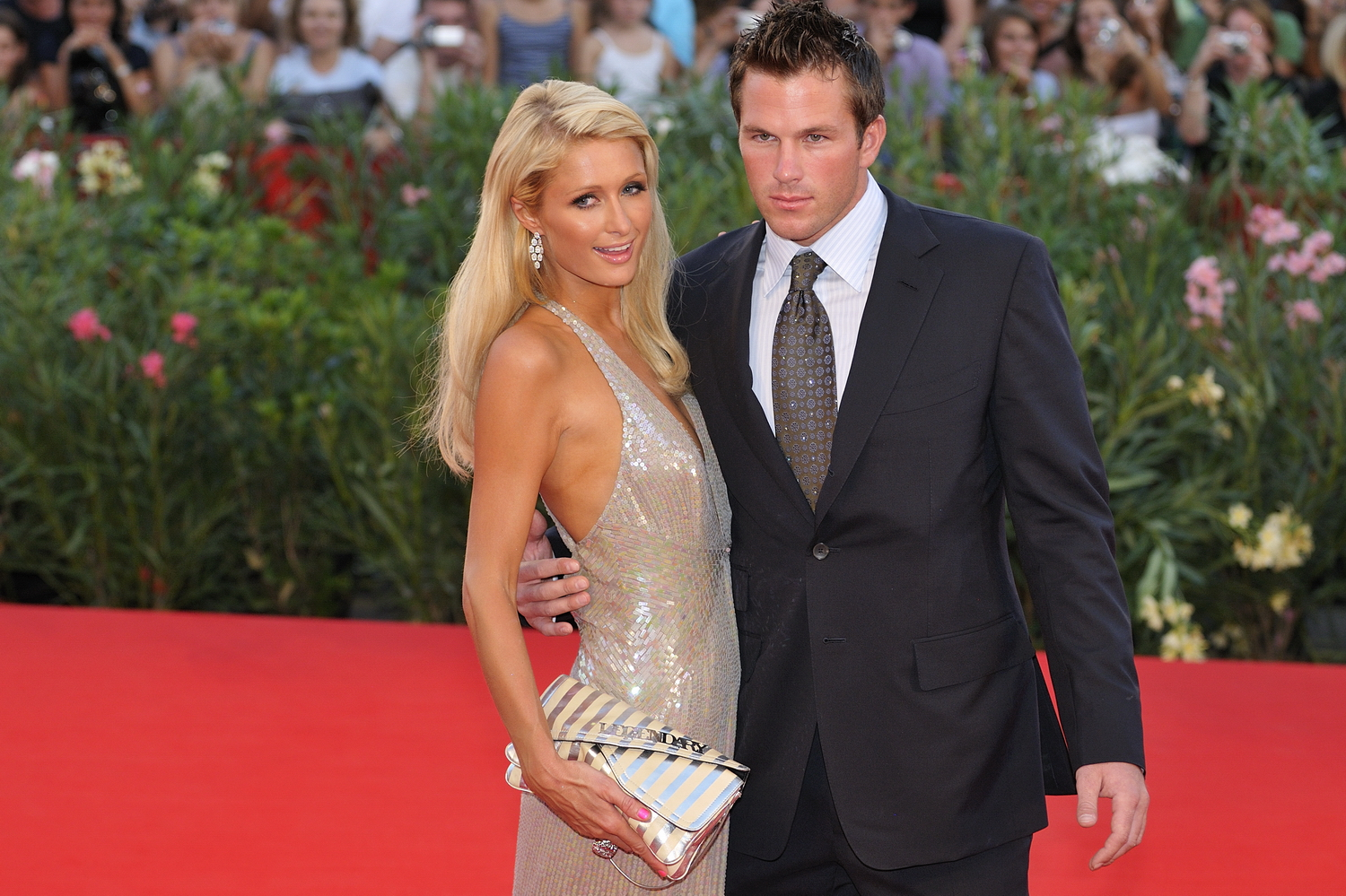
هیلتون و داگ راینهارت در جشنواره فیلم ونیز

هیلتون در ۱۷ فوریه ۱۹۸۱ در شهر نیویورک در خانواده ریچارد «ریک» هیلتون، یک تاجر، و کتی هیلتون، یک هنرپیشه اجتماعی و کودک سابق متولد شد. بزرگ‌ترین از چهار فرزند، او یک خواهر، نیکی هیلتون (متولد ۱۹۸۳) و دو برادر، بارون هیلتون دوم (متولد ۱۹۸۹) و کنراد هیوز هیلتون (متولد ۱۹۹۴) دارد. پدربزرگ پدری او کنراد هیلتون بود که هتل‌های هیلتون را تأسیس کرد، در حالی که خاله‌های مادری او شخصیت‌های تلویزیونی کیم و کایل ریچاردز هستند. هیلتون دارای‌تبار نروژی، آلمانی، ایتالیایی، انگلیسی، ایرلندی و اسکاتلندی است. خانواده پیرو مذهب کاتولیک بودند.